# Jokkmokks nye kirke
Jokkmokks nye kirke (svensk: Jokkmokks nya kyrka) er en kirke i Jokkmokk i Luleå stift, og er sognekirke for Jokkmokks församling.
Kirken er en centralkirke udført i træ, og blev opført efter et projekt af arkitekt E.A. Jacobsson 1888–89 og indviet september 1889. I 1961 blev sakristiet bygget til. Altertavlen, et oliemaleri, forestiller Jesu sidste måltid og er malet 1949 af Torsten Nordberg. Døbefonten er udskåret i ubehandlet birk. Den er, ligesom englen over orgelet, fremstillet til kirkens restaurering 1949 af Runo Johansson Lette.